# Ansitz Compil

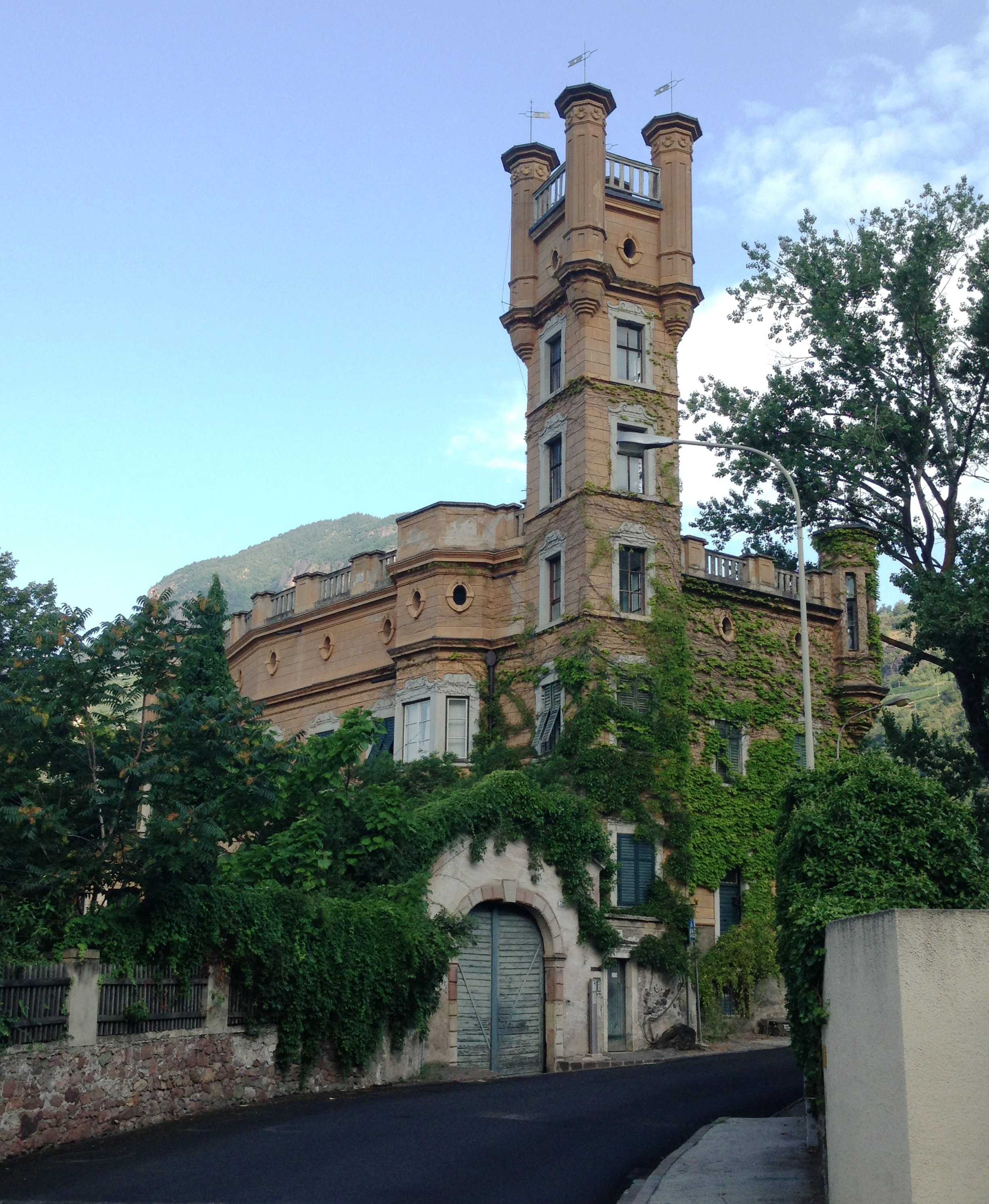
Der Ansitz Compil, von der Selig-Heinrich-Straße aus betrachtet

Der Ansitz Compil (auch Compill oder Klebelsberg; ursprünglich Winklerhof oder Brandisserhof) ist ein seit 1953 denkmalgeschütztes Gebäude in der Selig-Heinrich-Straße in Bozen.
Das Haus ist seit dem 13. Jahrhundert als Winklerhof erwähnt (in Winchel subtus Cornol ad Arle, 1298). Als Besitzer werden im 14. Jahrhundert die aus dem Bozner Kleinadel hervorgegangenen Reifer von Compil genannt. Fast dreihundert Jahre lang – vom Ende des 15. Jahrhunderts bis 1761 – gehörte der Ansitz der Familie Brandis. Die Siebenschläfer-Kapelle wurde im Jahr 1457 geweiht. Das spätbarocke Altarblatt zeigt die sieben Jünglinge schlafend in einer Höhle. Es stammt von Anton Cuseth aus dem späten 18. Jahrhundert.
Hernach gelangte der Ansitz in die Hände der von Menz, von Graff und von Scherer und um die Mitte des 19. Jahrhunderts an die Familie von Pretz. 1891 erfolgte eine Teilung unter den sieben Töchtern, wodurch der Besitz an die heutigen Inhaber von Klebelsberg überging.
Um 1870 wurde der Ansitz durch Umbau im neugotisch-englischen Stil historistisch in die heutige Form gebracht. Bis zu seinem Tod 1893 wohnte hier der deutsche Nationalökonom Hermann Roesler.

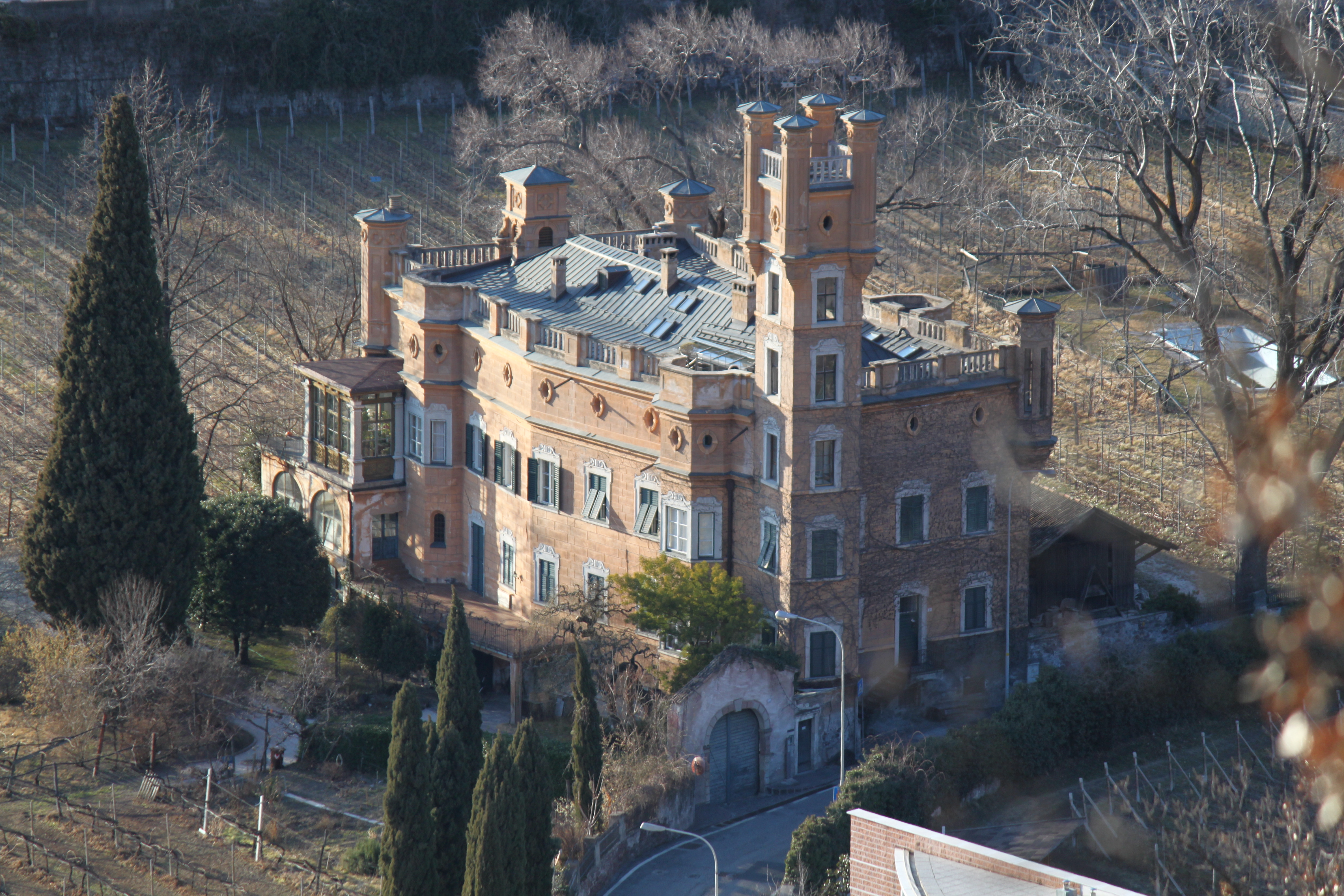
Südostansicht des Ansitzes Compil
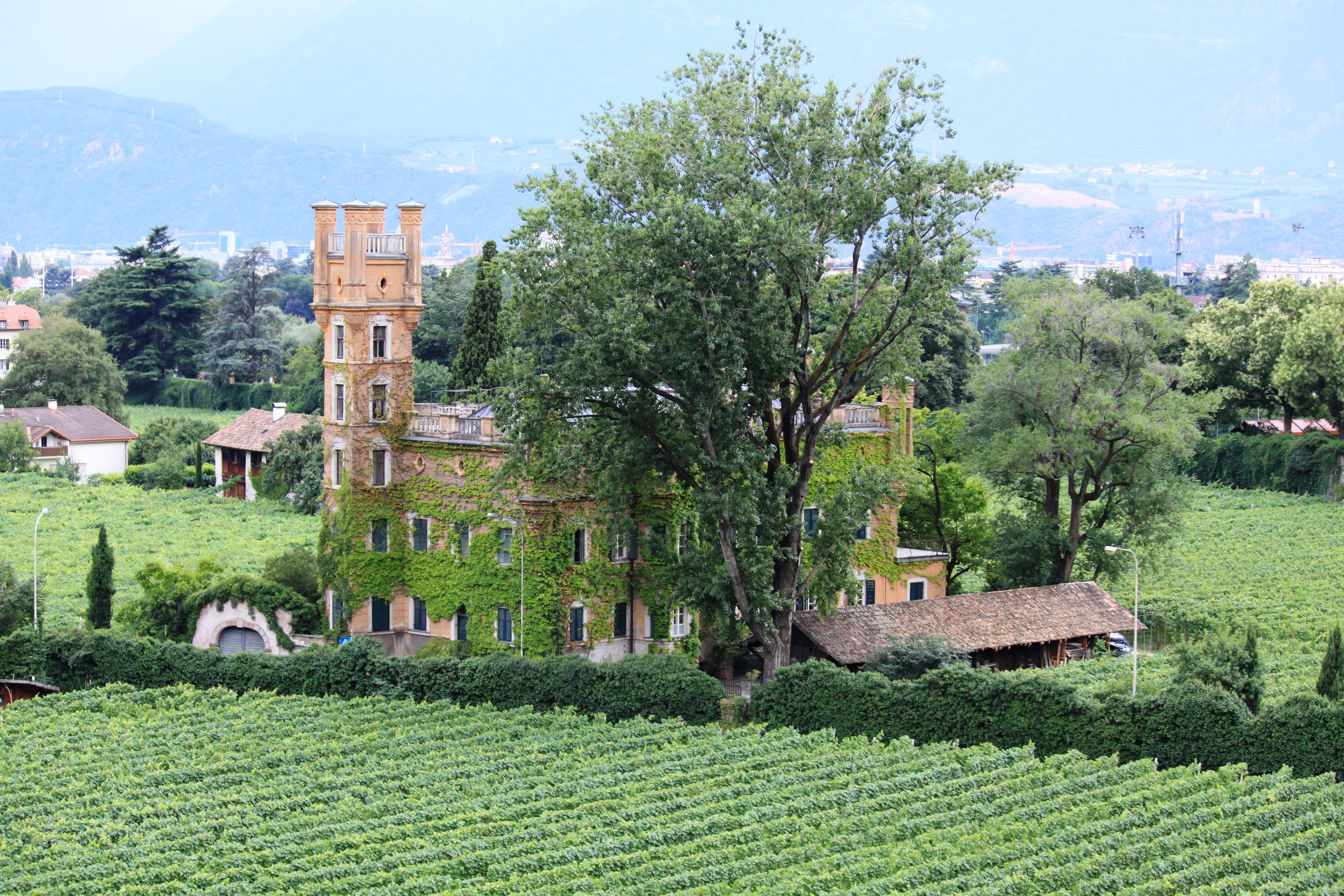
Nordostansicht des Ansitzes Compil
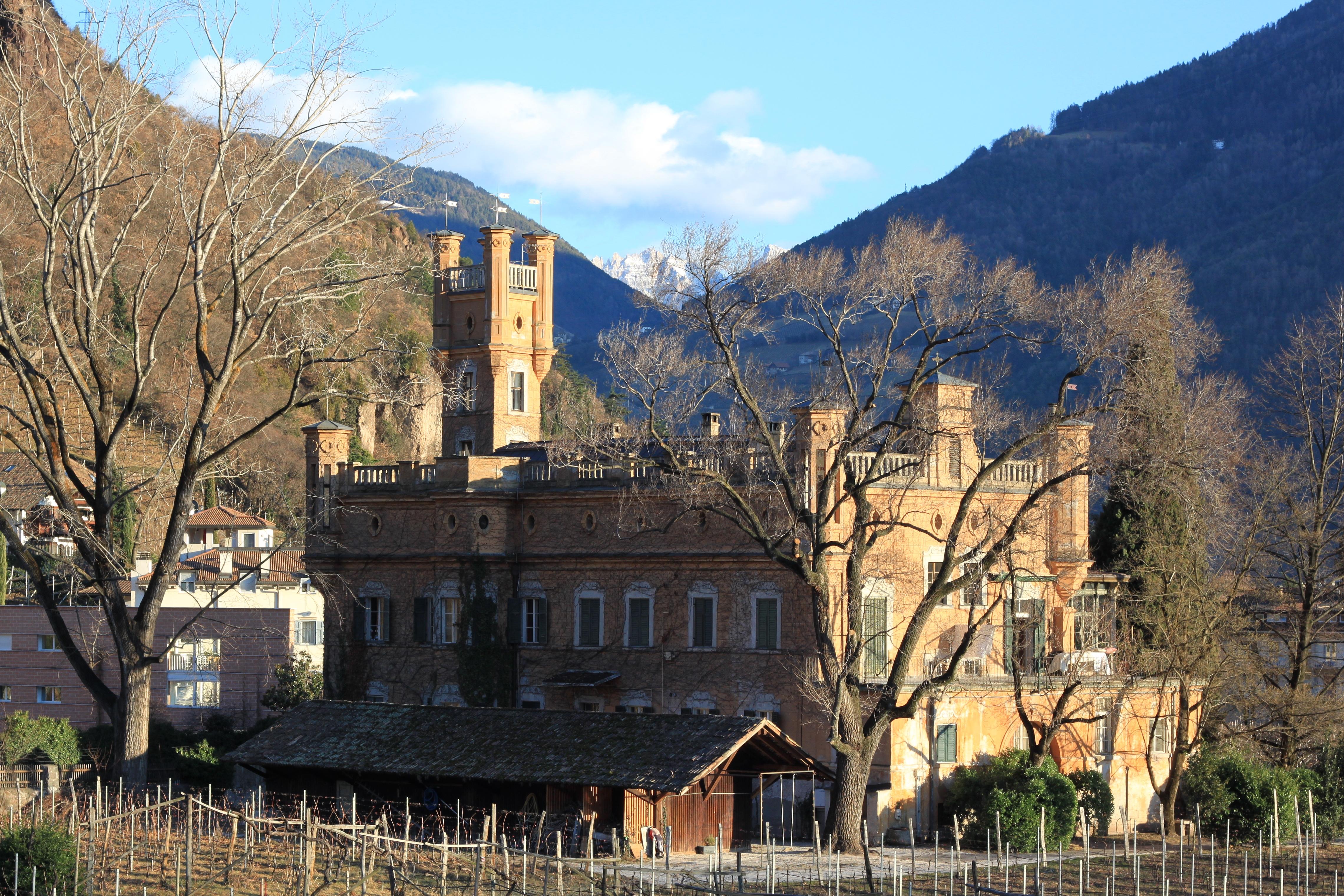
Nordwestansicht des Ansitzes Compil